# Hans Östman
Hans Erik Torsten Östman, född 23 februari 1931 i Själevad, död 22 juli 2010 i Örebro, var en svensk folkskollärare, målare, tecknare och grafiker.
Han var son till byggnadssnickaren Olof Östman och Linnea Pettersson och gift med Marianne Nygren. Östman avlade folkskollärarexamen 1952 och var som konstnär autodidakt med ett antal studieresor till bland annat Finland, Nederländerna, Schweiz och Tyskland. Separat ställde han bland annat ut i Fjärdhundra, Örnsköldsvik, Sundsvall, Sydney och Hagen i Tyskland samt på Galerie Æsthetica i Stockholm. Tillsammans med Sture Meijer ställde han ut i Falun 1959 och tillsammans med Gösta Backlund i Örebro. Sedan slutet av 1950-talet var han en regelbunden utställare i Dalarnas konstförenings salonger i Falun och han var representerad ett flertal gånger i Stockholmssalongerna på Liljevalchs konsthall samt utställningar med Föreningen Dalakonstnärerna. Han utförde offentliga utsmyckningsuppdrag i Skellefteå, Sundsvall, Umeå, Falun, Säter, Örebro, Järfälla, Trängslet och Riksgränsen.
Vid sidan av sitt eget skapande var han ordförande för Svenska konstnärernas förening 1976–1978, ordförande i Örebro läns grafikgrupp 1978-1985 samt vice ordförande i Statens konstnärsnämnd. 
Östman är representerad vid Örebro läns museum, Dalarnas museum, Hälsinglands museum, Statens Konstråd och ett flertal kommuner och landsting. Han är gravsatt i minneslunden på Norra kyrkogården i Örebro.